# 新關仔角
新關仔角（英語：Gurney Drive，福建話：Sin Kuan-á-Kak）是位於馬來西亞檳城州喬治市的海濱長廊，以小販中心的街頭美食聞名，並被澳洲旅遊雜誌《旅行者》列為世界25條最佳的街道之一。近年新關仔角一帶興建了很多摩天大樓和購物中心，成為喬治市新中央商務區的一部分。
該路在1936年依據喬治市北部的海灘竣工，並以當時的聯合王國駐馬來亞高級專員亨利·葛尼爵士之名命名。1951年10月6日，葛尼爵士在距離福隆港90.9公里（56.5英里）處的古毛路（馬來西亞聯邦1號公路）的一座旅館裏遭馬共成員暗殺。
多年來，新關仔角沿線的海灘大部分因海岸侵蝕而消失。 最近，丹絨道光的填海工程扭轉了侵蝕現象，導致新關仔角淤泥堆積。紅樹林樹苗在泥土中發芽，現在白鷺和其他鳥類以及彈塗魚經常光顧這裡。由於填海工程，新關仔角在今日或於未來都無法看到海岸了。該填海工程是計劃在未來創建一個名為新關仔灣 (Gurney Bay) 的公共休閒公園。